# Bausen
Bausen (nom en aranais ; jusqu'en 1984, le nom officiel était le nom en catalan Bausén), est une commune de la comarque du Val d'Aran dans la province de Lérida en Catalogne (Espagne). Elle a sur son territoire l'ancien poste-frontière avec la France du Pont-du-Roi et le village de Pontaut.

## Géographie

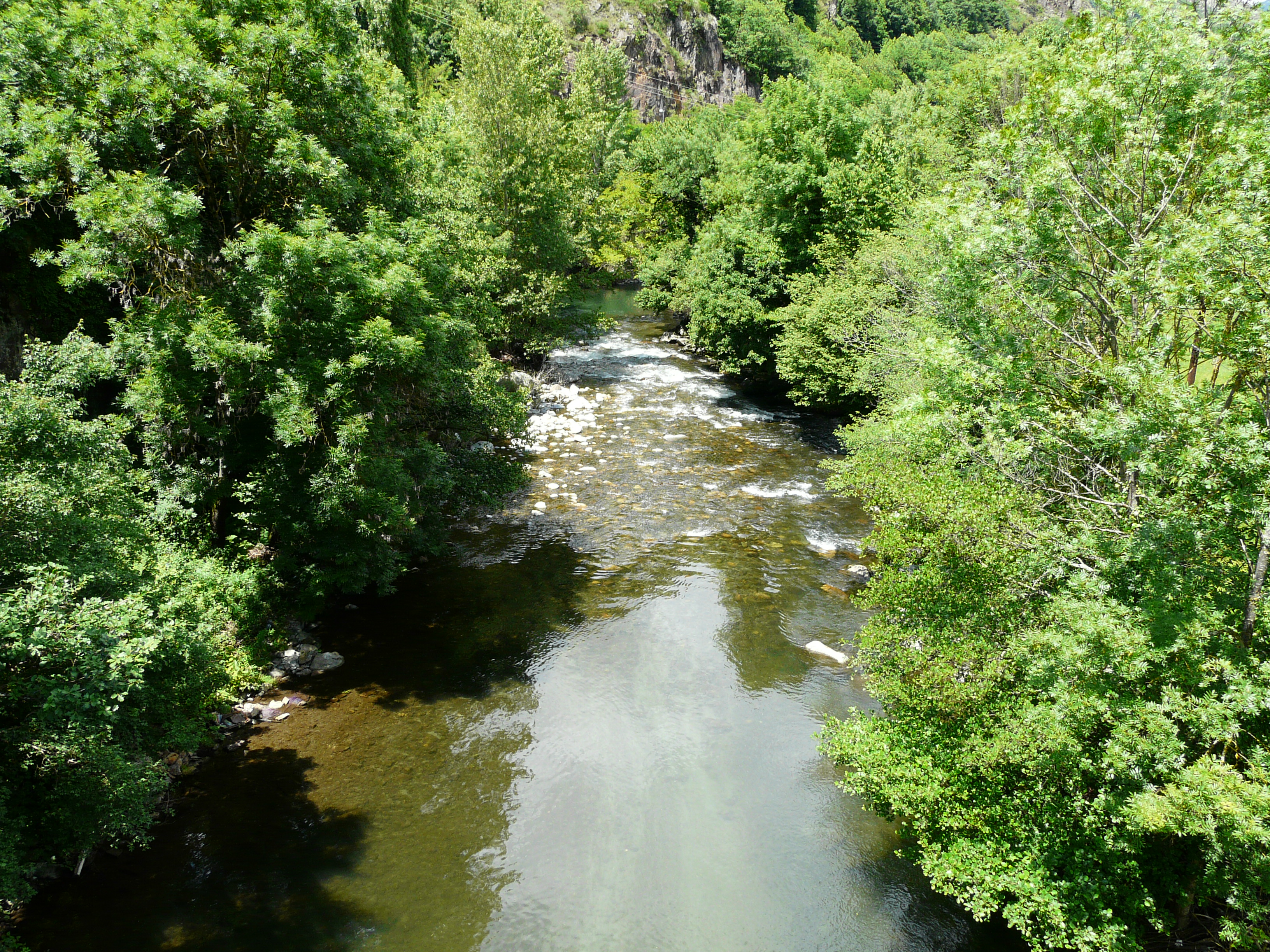
La Garonne à Pontaut, en limite des municipalités de Bausen et de Canejan.

Bausen est la municipalité la plus au nord du Val d'Aran. Elle est limitrophe à l'ouest et au nord de la France, à l'est de la municipalité de Canejan dont elle est séparée par la Garonne, et au sud celle de Les. Elle est située sur le ruisseau Bausen, dans une zone montagneuse de roche granitique. En altitude se trouvent de nombreux petits étangs.

### Communes limitrophes
Au sud et à l'est, Bausen est limitrophe de deux autres municipalités aranaises. Du sud-ouest au nord-est en passant par le nord, elle est limitrophe de quatre communes françaises du département de la Haute-Garonne.

## Histoire
Entre 1808 et 1811, le Pont du Roi aura été le lieu de nombreuses embuscades entre Espagnols et Français, pendant la guerre d'Espagne
En 1811, Pontaut est le théâtre d'un massacre d'une dizaine de civils français par les troupes indépendantistes, qui sera immédiatement suivi par une répression. Canejan subira des représailles.
En 1823, un incendie ravagea presque entièrement le village, dont toutes les maisons durent être reconstruites. Seule demeura l'église de Sant Pèir ad Vincula, du XVIIIe siècle, construite pour remplacer l'ancienne église Santa Eulàlia qui se trouvait en contrebas de l'agglomération actuelle.

## Économie
L'économie est basée sur l'élevage et l'exploitation forestière. Il y a une centrale hydro-électrique sur la Garonne.

## Lieux et monuments
Église Sant Pèir ad Vincula du XVIIIe siècle : près du portail de style Renaissance se trouve une stèle funéraire romaine en marbre sombre, où sont gravés en bas-relief trois bustes humains, deux femmes et un homme, chacun sous un arc outrepassé orné de signes astraux.

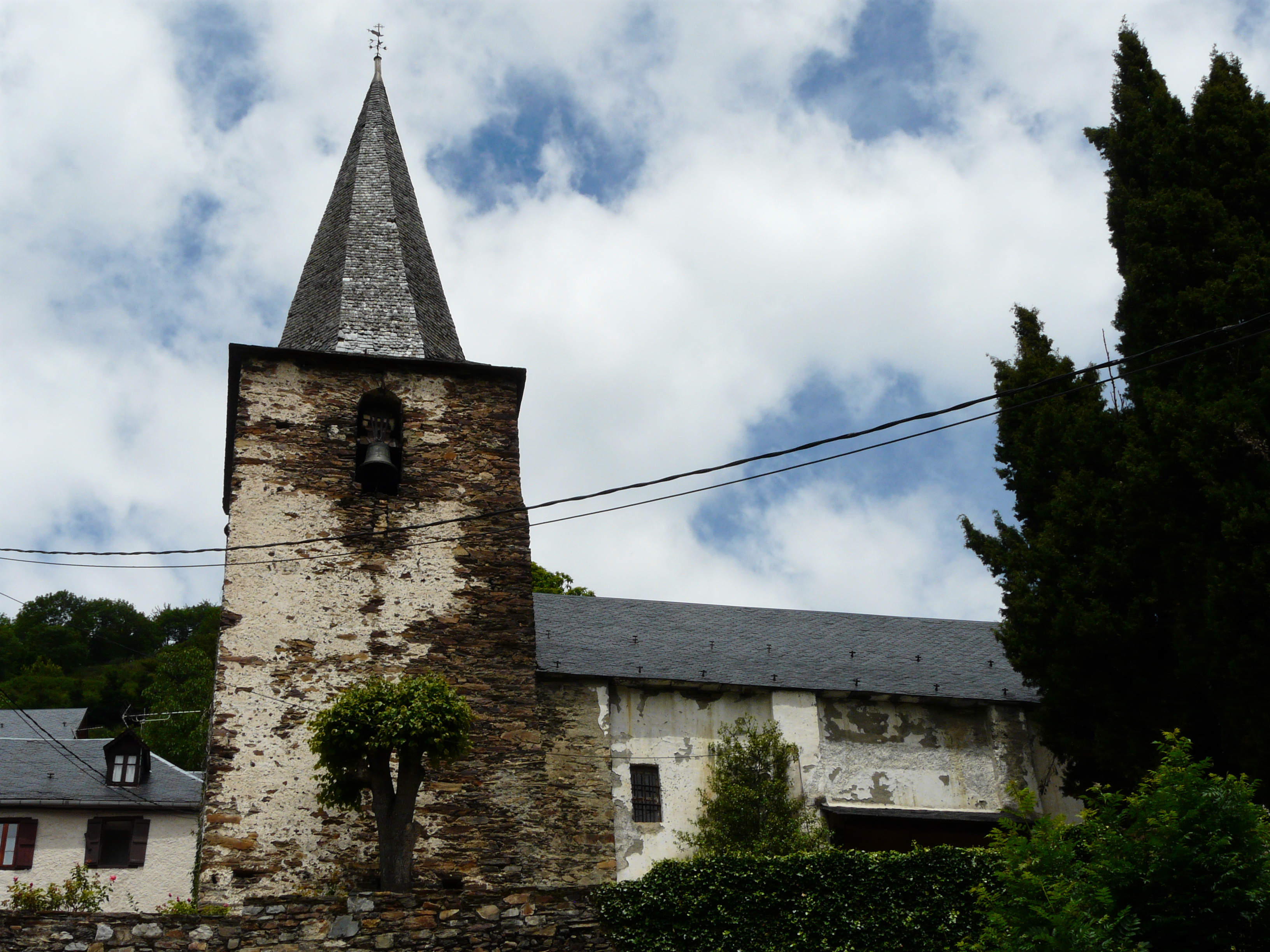
L'église de Bausen.
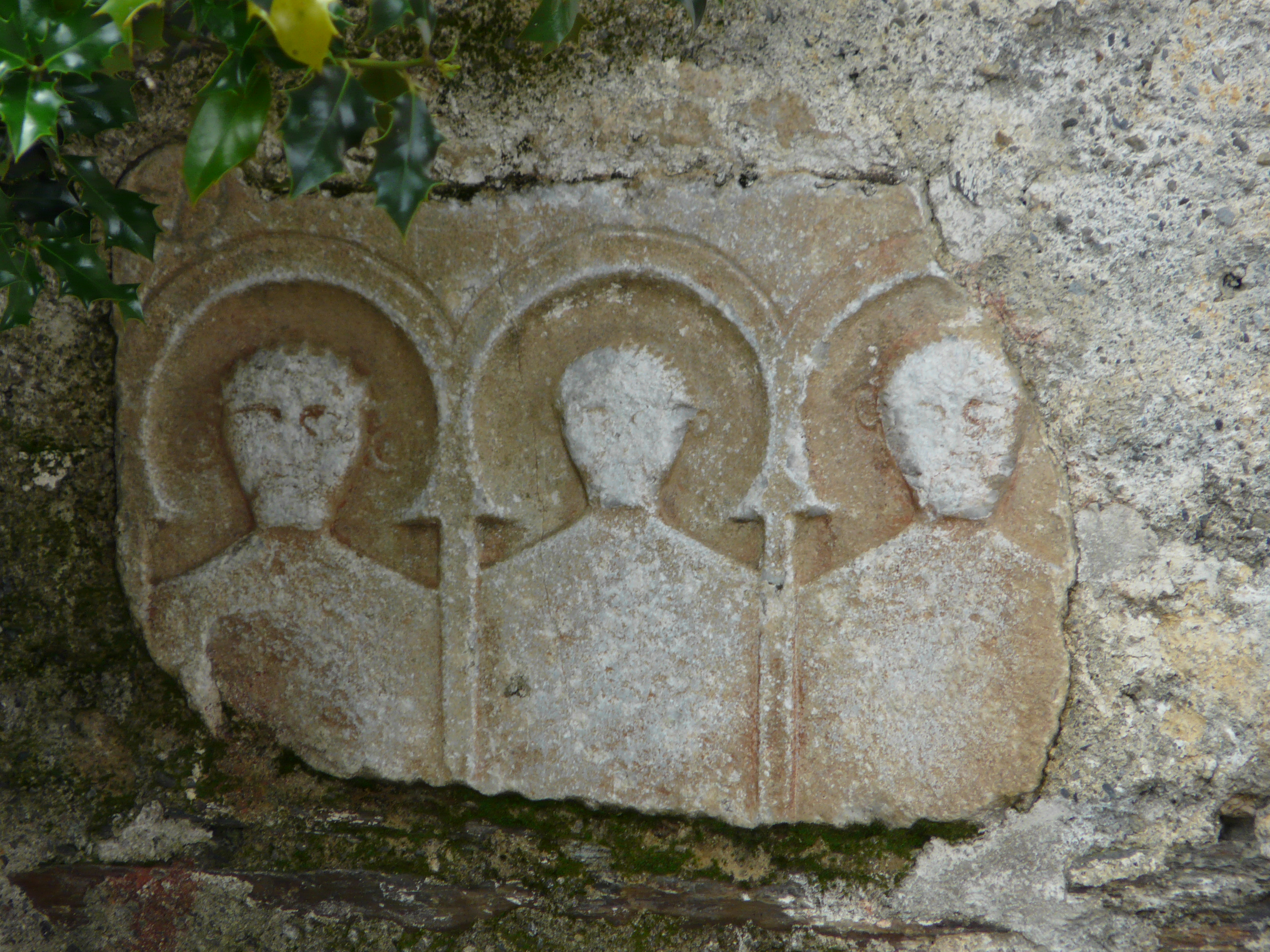
Stèle romane de l'église.
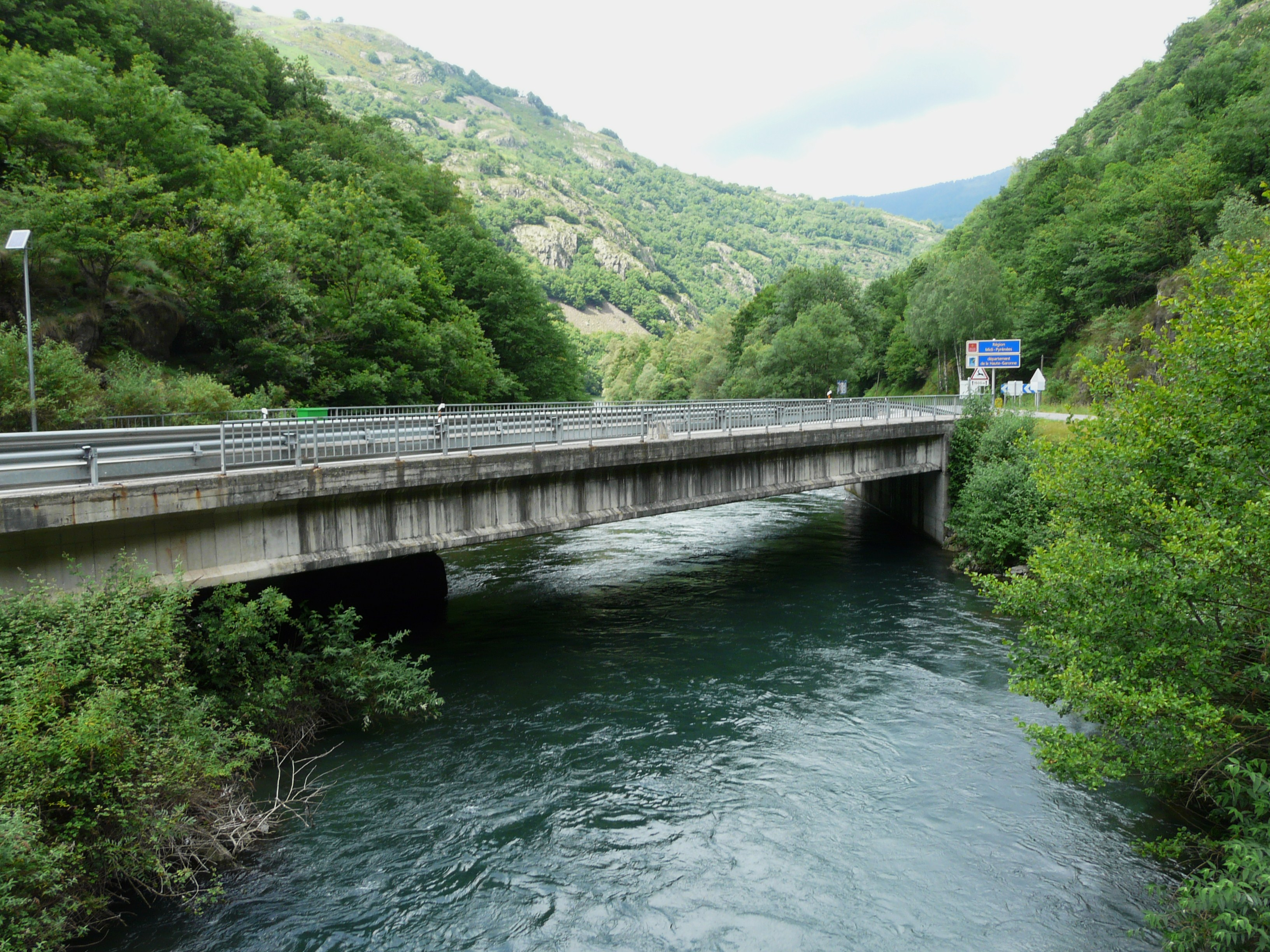
Le Pont du Roi, frontière avec la France.

## Personnalités
- Alidé Sans